# إنفينيتي
انفينيتي (بالإنجليزية: Infiniti)‏ (باليابانية: インフィニティ) هي قسم السيارات الفخمة من مصنع السيارات الياباني نيسان موتورز، بدأت مبيعاتها عام 1989 في شمال أمريكا يعتبر المنافس الأبرز لانفينيتي المصنع الياباني لكزس.
بدأت إنفينتي ببيع السيارات رسمياً 8 نوفمبر 1989 في أمريكا الشمالية وكذلك تباع في الشرق الأوسط وكوريا الجنوبية وروسيا والتايوان والصين وأوكرانيا وكذلك دخلت في الأسواق الأوربية أواخر عام 2008 والشركة الآن تملك أكثر من 230 وكيل لبيع السيارات في 15 دولة.
الاسم إنفينتي لم يستعمل في اليابان إطلاقاً وقد بيعت منتجاتها تحت اسم نيسان موتورز.

## سيارات انفينيتي
- انفينيتي G35
- انفينيتي G37
- إنفينيتي أم
- انفينيتي EX35
- انفينيتي إف إكس
- انفينيتي QX56
- إنفينيتي Q50
- إنفينيتي QX80
- إنفينيتي Q60

## وصلات خارجية
- الموقع الرسمي